# Chorisops caroli
Chorisops caroli är en tvåvingeart som beskrevs av Troiano 1995. Chorisops caroli ingår i släktet Chorisops och familjen vapenflugor.
Artens utbredningsområde är Italien. Inga underarter finns listade i Catalogue of Life.